# Dicotilo
Dicotilo war ein griechisches Volumenmaß auf den Ionischen Inseln und galt für trockene Waren und Flüssigkeiten. Ab 1829 galten auf den Inseln die englischen Maße. Dicotilo wurde dem englischen Pint gleichgesetzt.
- 1 Dicotilo = 0,567 Liter[2]

Die Maßkette war
- 1 Barila = 4 Metri = 16 Dicotili
- 1 Gallone ionio = 8 Dicotili = 1 Imperial gallon[3]
- 1 Chilo = 64 Dicotili[4]